# 최호중 (외교관)
최호중(崔浩中, 1930년 9월 22일~2015년 2월 19일)은 대한민국 전직 외무공무원이다. 노태우 정부 당시 북방외교의 한 주역이자 남북 기본합의서 채택 시에도 역할을 했다.
서울대학교 정치학과에서 학사 학위 취득하여 고등고시 행정과에 합격한 뒤 1956년 외무부에 들어갔다. 국제경제국장, 통상국장, 주유엔 유럽사무소 및 제네바대표부 공사, 말레이시아·벨기에 대사 등을 역임했다. 1984년 상공부 차관을 지낸 뒤 사우디아라비아 대사 등을 거쳐 1988년 12월부터 1990년 12월까지 외무부 장관으로 재직했다. 1989년 2월 헝가리와의 수교 합의 의정서에 서명, 북방외교의 첫 성과를 대외에 알렸다. 1990년 9월 30일 유엔에서 에두아르트 셰바르드나제 당시 소련 외무부 장관과 '한·소 수교 공동성명서'에 서명했다. 재임 중 동구권 국가를 비롯해 18개국과 수교했다. 1990년 12월부터 1992년 6월까지 부총리 겸 통일원 장관을 지냈다. 당시 남북은 1991년 9월에 유엔에 동시 가입했고, 잇단 고위급 회담을 통해 ‘남북 사이의 화해와 불가침 및 교류·협력에 관한 합의서(남북기본합의서)’에 합의했다. 이후 통일원 통일고문, 한국자유총연맹 총재, 한국외교협회 회장 등을 지냈다.

## 기타
- 노태우 정권 당시 북방외교를 성공적으로 이끌어 ‘북방(北方) 장관’이라고 불리기도 했다.[4]
- 1992년 6월 부총리에서 물러나면서 기자들과 만나 “한소 수교의 발판 마련과 역사적인 남북합의서 채택이 공직 생활 중 가장 보람있는 일이었던 것으로 기억된다”고 말했다.

## 학력
- 경동고등학교 졸업
- 서울대학교 정치학과 학사